# Alfonso Rendano
Alfonso Rendano (Carolei, 5 aprile 1853 – Roma, 10 settembre 1931) è stato un pianista e compositore italiano.

## Biografia

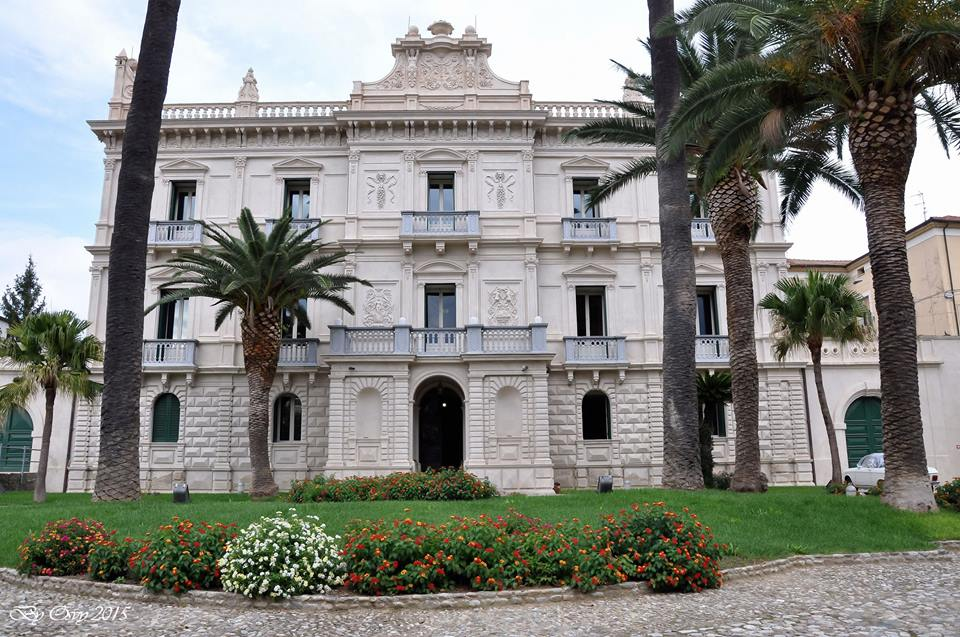
Villa Rendano a Cosenza

Fu particolarmente precoce, imparò a suonare da autodidatta su una vecchia spinetta di famiglia e sull'organo a canne della chiesa dell'Immacolata Concezione di Carolei, suo luogo di nascita alle porte di Cosenza, cominciando a comporre fin dall'età di 8 anni.  A dieci anni sostenne l'esame di ammissione al Conservatorio di San Pietro a Majella di Napoli. Qui suscitò l'interesse di Sigismund Thalberg, che lo inviò a Parigi, raccomandandolo a Rossini, il quale a sua volta gli fece ottenere una borsa di studio.
Nel 1866 seguì le lezioni di Georges Mathias, allievo di Chopin.
Per circa quindici anni svolge un'intensa attività concertistica e quindi si dedica soprattutto all'insegnamento, prima presso il Conservatorio di Napoli, dove crea un "Istituto musicale", e quindi a Roma.
Nel 1880 incontrò Franz Liszt del quale divenne amico. Liszt favorì alcune sue composizioni, fra cui la prima esecuzione del Quintetto e del Concerto per pianoforte e orchestra.
Scrisse l'opera "Consuelo", su libretto di Francesco Cimmino, tratto dal romanzo omonimo di George Sand, opera rappresentata con successo al Teatro Vittorio Emanuele di Torino nel 1902 e incisa nel 2005 in due CD dalla Bongiovanni.
Inventò il "pedale indipendente", o "pedale Rendano", che aumentava le risorse interpretative del pianoforte.
Tenne l'ultimo concerto a Roma nel 1925, con un programma incentrato su sue composizioni ispirati ai canti popolari calabresi.
Tra i suoi nipoti, il notaio e scrittore Nicola Ruffolo, il grafico e designer Sergio Ruffolo e l'economista e politico Giorgio Ruffolo.
L'Associazione Culturale "Alfonso Rendano" di Carolei organizza le "Giornate Rendaniane".
Nel dicembre 2021, a Cosenza, si sono svolti gli Atti del convegno internazionale di studi dedicati a Rendano.
Il 28 marzo 2024 il Concerto per pianoforte e orchestra ha varcato per la prima volta in epoca moderna i confini nazionali con l'esecuzione del pianista Giovanni Alvino e del direttore Leonardo Quadrini con la Vidin Sinfonietta in Bulgaria, grazie al recupero del materiale orchestrale da parte di Giancosimo Russo. Gli stessi interpreti hanno riproposto il Concerto il 20 settembre 2024 a Tirana, presso la Sala Ferdinand Deda della Radio Televizioni Shqiptar (RTSH), con l'orchestra nazionale della Radio e della Televisione albanese RTSH (prima registrazione mondiale).

## Intitolazioni
- Teatro di tradizione Alfonso Rendano a Cosenza
- Storica via di Roma, nel quartiere Trieste-Salario, celebre per le vicende ambientatevi in un pamphlet scritto da quattro studenti universitari e diffuso a Roma nel 2004
- A Carolei (Cosenza) gli è dedicata una strada e la sede dell'Istituto Comprensivo Carolei-Dipignano.